# Бронирование (экономика)
Бронирование — оформление записи о закреплении ресурса за кем-либо. Бронирование предполагает обязательство оплаты этого ресурса в момент завершения срока бронирования, и нужно тогда, когда полная оплата невозможна в момент обращения, но возможна позже (бронирование иногда практикуется на условиях частичной предоплаты). С развитием систем дистанционной оплаты бронирование всё чаще заменяется непосредственно на покупку.
Бронирование товаров на складах поставщика также называется резервированием.
Если срок вышел, а бронью не воспользовались, бронь снимается, и ресурс возвращается в свободное состояние и может быть использован другими пользователями. Например, бронирование места в кинотеатре иногда делается по телефону, с условием выкупить билет не позже, чем за полчаса до сеанса. Таким образом невыкупленную бронь кинотеатр ещё имеет возможность продать.
Чаще всего бронирование практикуется:
- в сфере туризма бронируют транспорт (авиабилеты, билеты на поезд, билеты на автобус и т. д.), жильё (номера в гостиницах, хостелах, гостевых домиках, коттеджах, дома отдыха и т. п.). Осуществляется службой бронирования. Подразделяется на гарантированное, негарантированное и сверхгарантированное.
- в сфере развлечений бронируют экскурсии, места в театрах и кинотеатрах и прочее.

В настоящее время всё бо́льшая часть бронирования производится в режиме онлайн, часто при посредничестве глобальных дистрибьюторских систем.